# Vittorio Pozzo
Vittorio Pozzo (Turijn, 2 maart 1886 — Ponderano, 21 december 1968) was een Italiaans voetballer en voetbaltrainer. Hij is tot dusver de enige die er als bondscoach in slaagde om 2 WK's te winnen. Dit deed hij met het Italiaans voetbalelftal in 1934 en 1938. Tevens won hij met dit elftal goud op de Olympische Zomerspelen van 1936. In 2011 werd hij vanwege zijn verdiensten opgenomen in de Hall of Fame van het Italiaanse voetbal.